# 宇喜世
宇喜世（うきよ）は、新潟県上越市仲町の老舗料亭。
前身は、江戸時代末期にあった仕出屋とされ、それがやがて幕末から明治初期に割烹料亭「寺島屋」に転換したと伝えられている。現在も残る、3階建で、2階に153畳の大広間を備えた本館は、明治中期に建造されたものである。明治末には「日進館」と名乗って、積極的に西洋料理を導入した時期もあったという。
また、「宇喜世」という屋号は造語として考案されたものであり、1933年からのものとされる。
旧高田市を代表する高級料亭であり、旧直江津市の有力企業もしばしば接待に使っていた。
新藤兼人が監督した1953年の映画『縮図』では、舞台のひとつとして撮影がおこなわれた。
2006年には、経営悪化が表面化して存続の危機に瀕したが、地元経済界からの出資で新たに設立された株式会社が経営に当たることでひとまずは存続が決まり、厨房などの設備が更新された。
2008年には、本館の建物が、昭和初期に建造された茅葺屋根の北門、1951年ごろ建造の数寄屋風の東門とともに、登録有形文化財に登録された。
2013年に、上越市で福祉関係施設や学習塾、ビル管理などの事業を展開している大島グループが宇喜世を買収して、大島誠が社長となり、ランチ営業や様々な催事への取り組みなど経営改革が進められ、2017年には全国の老舗料亭に呼びかけて「百年料亭ネットワーク」を結成する中核となった。